# Combat Mission II: Barbarossa to Berlin
Combat Mission II: Barbarossa to Berlin là tựa game thuộc thể loại wargame chiến thuật theo lượt lấy bối cảnh Thế chiến II. Đồng thời là một phần của dòng game Combat Mission. Trò chơi được mô tả như là "nhà vô địch thống trị dòng game chiến tranh mang tính chiến thuật mặt trận phía Đông của PC." 

## Tính năng
Barbarossa to Berlin còn là một phần bổ sung cho phiên bản tiền nhiệm Combat Mission: Beyond Overlord, giới thiệu một chiến trường khác nhau trong Thế chiến II, cũng như phần tiếp theo, bằng cách cải thiện các tính năng của trò chơi và thêm vào những tính năng mới mẻ khác. Các quốc gia có thể chơi được là: Đức Quốc xã, Liên Xô, România (trước và sau khi rời bỏ hàng ngũ), Hungary, Phần Lan, Ba Lan (dưới sự chỉ huy của Liên Xô) và Ý.
Nhằm phù hợp với luật pháp nước Đức, phần mô tả hình chữ Vạn đã được gỡ bỏ. Ngoài ra, tất cả các đơn vị Waffen SS đều được đổi tên thành "Waffen Grenadier".

## Demo
Một bản demo công khai có thể chơi được do chính hãng Battlefront.com cung cấp. Bản demo này chưa bao gồm quền tiếp cận công cụ tạo màn, nhưng đã cho phép chơi solo, hotseat, email hoặc TCP/IP của hai màn kịch bản trước khi thực hiện.

## Bản luân phiên
Trò chơi ban đầu được phát hành dưới cái tên Combat Mission: Barbarossa to Berlin; ở châu Âu nó được biết đến với tên gọi Combat Mission 2.
Một phiên bản đặc biệt có nhan đề Combat Mission II: Barbarossa to Berlin (Special Edition) đã được phát hành kèm theo "đĩa bonus" bao gồm các bản mod và các màn kịch bản bổ sung được thu thập từ các nhà thiết kế trong cộng đồng CM.